# First Love (chanson de Jennifer Lopez)
Pour les articles homonymes, voir First Love.
Singles par Jennifer Lopez
We Are One (Ole Ola)
(2014)
First Love est une chanson de l'artiste américaine Jennifer Lopez. Elle est sortie le 5 mai 2014, en tant que 2e single du nouvel album de la chanteuse : A.K.A., sorti le 17 juin 2014.